# Bovista
Bovista là một chi nấm trong họ Agaricaceae. Trước đây thuộc phân bộ nay đã lỗi thời Lycoperdales. Các loài thuộc chi này phân bố rộng khắp, chủ yếu ở các vùng ôn đới của thế giới. Nhiều loài trong chi này đã từng được sử dụng trong bào chế vi lượng đồng căn.

## Các loài
Theo Dictionary of the Fungi (bản thứ 10, 2008) ước tính có 55 loài thuộc chi Bovista trên khắp thế giới. Index Fungorum liệt kê 92 loài mà nó xem là hợp lệ.
- Bovista acocksii

reported in South Africa
- Bovista acuminata
- Bovista aenea
- Bovista aestivalis — California
- Bovista africana
- Bovista albosquamosa
- Bovista apedicellata
- Bovista amethystina
- Bovista antarctica
- Bovista arachnoides
- Bovista ardosiaca
- Bovista aspara
- Bovista betpakdalinica
- Bovista bovistoides
- Bovista brunnea
- Bovista cacao
- Bovista californica[9]
- Bovista capensis[10]
- Bovista cisneroi
- Bovista citrina
- Bovista colorata
- Bovista concinna
- Bovista coprophila
- Bovista cretacea
- Bovista cunninghamii
- Bovista dakotensis
- Bovista dealbata
- Bovista dermoxantha

ghi nhận đã tạo nên fairy ring tại thành phố Chiba (Nhật Bản)
- Bovista dominicensis
- Bovista dryina
- Bovista dubiosa
- Bovista elegans
- Bovista flaccida
- Bovista flavobrunnea
- Bovista fuegiana

ghi nhận từ Tierra del Fuego, Argentina
- Bovista gunnii
- Bovista fulva
- Bovista fusca
- Bovista glacialis
- Bovista glaucocinerea
- Bovista grandipora[13]
- Bovista graveolens
- Bovista grisea
- Bovista gunnii
- Bovista halophila[14]
- Bovista herrerae
- Bovista heterocapilla
- Bovista himalaica[15]
- Bovista hungarica
- Bovista incarnata
- Bovista jonesii
- Bovista kazachstanica
- Bovista kurczumensis
- Bovista kurgaldzhinica
- Bovista lauterbachii
- Bovista leonoviana
- Bovista leucoderma
- Bovista limosa

ban đầu được sưu tập ở Iceland
- Bovista longicauda
- Bovista longispora
- Bovista longissima
- Bovista lycoperdoides
- Bovista macrospora
- Bovista magellanica
- Bovista minor
- Bovista membranacea
- Bovista monticola
- Bovista nigra
- Bovista nigrescens
- Bovista oblongispora[8][17]
- Bovista ochrotricha
- Bovista paludosa
- Bovista perpusilla
- Bovista pila
- Bovista plumbea
- Bovista polymorpha
- Bovista promontorii
- Bovista pulyuggeodes
- Bovista pusilla
- Bovista pusilloformis

tìm thấy ở Phần Lan
- Bovista radicata
- Bovista reunionis[19]
- Bovista ruizii
- Bovista schwarzmanniana
- Bovista sclerocystis

ghi nhận từ Mexico
- Bovista sempervirentium
- Bovista septima
- Bovista singeri

ghi nhận từ Nor Yungas, Bolivia
- Bovista spinulosa
- Bovista sublaevispora

ghi nhận từ Viña del Mar, Chile
- Bovista substerilis
- Bovista sulphurea
- Bovista termitum
- Bovista tomentosa
- Bovista trachyspora
- Bovista umbrina
- Bovista uruguayensis
- Bovista vascelloides

ghi nhận từ Nepal
- Bovista vassjaginiana
- Bovista verrucosa
- Bovista yasudae
- Bovista zeyheri

- Bovista aestivalis
- Bovista nigrescens
- Bovista colorata